# 経ヶ岬通信所
経ヶ岬通信所（きょうがみさきつうしんじょ）は、京都府京丹後市丹後町袖志にあるアメリカ軍（在日米軍）の通信所。
京都府・近畿地方の最北端地点である経ヶ岬に近い。航空自衛隊経ヶ岬分屯基地に隣接し、マイクロ波を使用したミサイル防衛用早期警戒レーダー「Xバンドレーダー TPY-2」が配備されている。同レーダーの日本配備は、米軍車力通信所（青森県つがる市、航空自衛隊の車力分屯基地隣接）に次いで2例目である。米軍の専用施設としては近畿地方唯一の在日米軍施設であり、軍人・軍属など最大で160人が勤務する。

## 配置部隊
- アメリカ陸軍（在日米軍）第94防空ミサイル防衛コマンド（英語版）第38防空砲兵旅団（英語版） 第14ミサイル防衛中隊[3][4]

## 沿革
- 2013年（平成25年）
  - 2月22日 - 日米首脳会談で、Xバンドレーダーの追加配備決定[5]。
  - 12月12日、航空自衛隊経ヶ岬分屯基地の一部とその隣接地を日本側が米側に提供することを日米合同委員会で承認。
- 2014年（平成26年）
  - 10月2日 - レーダーから発生する電波による航空機の計器等への影響を防止のため、国土交通省より航空法第80条の規定に基づき、飛行制限区域を設定。
    - 区域：経ヶ岬通信所を中心とする半径6キロメートルの円内の区域のうち中心線から北側にあるもの（半円形状）　
    - 高度：1万9千フィート（約6000メートル）以下の高度。なお、ドクターヘリ運航時や、海難等緊急事態発生によるヘリ運航時には、同レーダーを停波することが決定している[6]。

  - 10月20日 - この日の深夜、アメリカ合衆国本土から空輸されたレーダー本体が、航空自衛隊小松基地を陸路にて警察や米軍関係による厳重警戒態勢で出発。
  - 10月22日 - レーダー本体が経ヶ岬通信所に搬入される。輸送搬入日時に関しては、輸送経路上での混乱防止、反対活動派による妨害工作防止など、保安上の理由により機密とされていた。同日付で、通信所に駐留する米陸軍第14ミサイル防衛中隊（中隊長ジェイソン・E・オルブライト少佐）が発足。
  - 12月　レーダーの運用開始[7]。
- 2015年（平成27年）
  - 2月　京都新聞社が実施した計測で、低周波騒音が環境省の定める参照値を上回っていたことが判明、発電機6台のうち3台の稼働を停止[8]。
  - 5月　立命館大学政策科学部の男性教授と男子学生2人が無断で施設内に侵入。日米地位協定の実施に伴う刑事特別法第2条違反として米軍から京都府警に通報、京丹後警察署が教授と学生に事情聴取した[9]。教授は男女学生計13人を引率し、「平和学習」の一環として周囲でフィールドワークをしており、通信所内の写真を撮影しようとして米軍から注意された学生もいたという。
- 2016年（平成28年）
  - 8月17日、近畿中部防衛局が京都府に対し米軍が「静岡県のキャンプ富士で射撃訓練を行っているが、遠いので陸上自衛隊福知山射撃場を使いたい」と伝える。
  - 11月8日、陸上自衛隊福知山射撃場を共同使用施設として米側に提供することを日米合同委員会で承認。経ヶ岬通信所を警備する米軍属（民間軍事会社従業員）の射撃訓練のため。
- 2018年（平成30年）
  - 4月、米軍人のための宿舎・厚生施設を建設する工事で、米側が無断で敷地外を掘削し、埋め戻していたことが周辺住民の見回りにより発覚[10]。周辺住民は「明らかに日本の領土を侵犯している」として、防衛省と京丹後市に事実関係の調査を申し入れた[10]。後日、米軍は事実関係を認め、京丹後市に謝罪[11]。米側が無断で掘削した箇所は、京丹後市が管理する里道であった[12]。
  - 5月15日、与謝郡伊根町で起きた交通事故による重傷者を兵庫県豊岡市の病院にドクターヘリで搬送する際、日本側が米軍に電波の停止を要請したが、停波が実施されなかったため、ドクターヘリは飛行経路を変更[13]。重傷者の病院への到着が17分遅延（命に別状なし）[13]。後日、京都府は日本政府に再発防止策を講ずるよう申し入れた[13]。
  - 5月25日、京丹後市の三崎政直市長が小野寺五典防衛大臣に面会し、米側が事前の説明に反し市や周辺住民に無断で土曜日に工事している件で、市から防衛局への緊急申入れ後も土曜日の無断工事が行われたことについて、強く抗議し、再発防止を申し入れた[14]。